# عملیات: جنایت ذهن
عملیات: جنایت ذهن (به انگلیسی: Operation: Mindcrime) آلبومی مفهومی از گروه پراگرسیو متال آمریکایی کوئینزرایک است که در ۳ مهٔ ۱۹۸۸ منتشر شد. این آلبوم سومین آلبوم استودیویی گروه است و داستان مردی سرخورده از جامعهٔ وقت را بیان می‌کند که عضو گروهی انقلابی شده، شستشوی مغزی داده شده و به آدمکش رهبران سیاسی تبدیل می‌شود. مجلهٔ انگلیسی کرانگ! در ژانویهٔ ۱۹۸۹ این آلبوم را در رتبهٔ ۳۴م ۱۰۰ آلبوم هوی متال برتر تمام دوران قرار داد.

## داستان
آلبوم عملیات: جنایت ذهن با قطعهٔ مربوط به بستری‌بودن نیکی، شخصیت اصلی آلبوم، در بیمارستان آغاز می‌شود. نیکی تقریباً در وضعیت روان‌گسیختگی کاتاتونی قرار دارد و به جز چند مورد کوچک از گذشته‌اش هیچ چیز به یاد نمی‌آورد. اما پس از چندی ناگهان آنچه بر او گذشته به خاطرش می‌آید و به یاد می‌آورد چگونه به عنوان یک معتاد به هروئین و رادیکالی سیاسی که از اجتماع خود دلزده شده بود به سازمانی مخفی با اهدافی انقلابی پیوست. در رأس این سازمان فرد عوام‌فریبی چه از نظر سیاسی و چه مذهبی مشهور به دکتر ایکس قرار داشت که با سوء استفاده از اعتیاد نیکی و مجموعه‌ای از شیوه‌های شستشوی مغزی او را تحت کنترل خود درآورد و به یک آدمکش بدل ساخت. بدین ترتیب هرگاه که دکتر ایکس واژهٔ «جنایت ذهن» را بر زبان می‌آورد نیکی همچون عروسک خیمه‌شب‌بازی تحت فرمان او درمی‌آمد و بدین طریق دکتر ایکس فرمان قتل هرکسی را که می‌خواست به نیکی می‌داد تا انجامش دهد. تا آنکه از طریق کشیش فاسدی به نام پدر ویلیام که احتمالاً یکی از همکاران دکتر ایکس بود با فاحشه‌ای که به کسوت خواهران روحانی درآمده بود با نام خواهر مری آشنا شد. این آشنایی منجر به دوستی و علاقه‌مندی نیکی به خواهر مری شد و کم‌کم پرسش‌هایی نسبت به طبیعت کارهایی که انجام می‌داد در او شکل گرفت. دکتر ایکس که متوجهٔ این موضوع شده بود مری را خطری بالقوه برای خود می‌دید پس به نیکی فرمان داد تا هم او و هم پدر ویلیام را بکشد. اما نیکی پس از روبرویی با مری نتوانست فرمان دکتر را اجرا کند و در عوض هر دو نفر تصمیم به ترک سازمان گرفتند. پس نیکی نزد دکتر ایکس رفت تا خبر جدائیشان را به او بدهد اما دکتر ایکس به نیکی یادآوری کرد که او یک معتاد است و او تنها کسی است که می‌تواند مواد مورد نیاز نیکی را تأمین کند. نیکی که اینک دچار کشمکش درونی شده است دکتر را ترک کرده و پیش مری باز می‌گرد اما با جنازهٔ او روبه‌رو می‌شود. شوک مرگ مری و این سردرگمی که آیا او خودش مری را کشته است یا خیر سبب جنون نیکی می‌شود. او در خیابان‌ها می‌دود و نام مری را صدا می‌زند. پلیس سعی در آرام‌کردن او می‌کند اما با یافتن تفنگی همراه او نیکی را به عنوان مظنون قتل مری دستگیر می‌کنند. نیکی که به طور کامل همه چیز را فراموش کرده است در بیمارستانی بستری می‌شود و آنجاست که اخباری مبنی بر قتل‌های سیاسی اخیر را می‌بیند. این اخبار سبب می‌شود تا حافظه‌اش بار دیگر بازگشته و آنچه بر او گذشته‌است را به یاد آورد و داستانش را تعریف کند.

## فهرست آهنگ‌ها
| شماره | نام                                         | مدت   |
| ----- | ------------------------------------------- | ----- |
| ۱.    | «I Remember Now اینک به یاد می‌آورم»         | ۱:۱۷  |
| ۲.    | «Anarchy-X آنارشی-ایکس»                     | ۱:۲۷  |
| ۳.    | «Revolution Calling انقلاب فرا می‌خواند»     | ۴:۴۲  |
| ۴.    | «Operation: Mindcrime عملیات: جنایت ذهن»    | ۴:۴۳  |
| ۵.    | «Speak حرف بزن»                             | ۳:۴۲  |
| ۶.    | «Spreading the Disease انتشار بیماری»       | ۴:۰۷  |
| ۷.    | «The Mission مأموریت»                       | ۵:۴۶  |
| ۸.    | «Suite Sister Mary»                         | ۱۰:۴۱ |
| ۹.    | «The Needle Lies دروغ‌های تزریقی»            | ۳:۰۸  |
| ۱۰.   | «Electric Requiem مرثیهٔ الکتریکی»           | ۱:۲۲  |
| ۱۱.   | «Breaking the Silence شکستن سکوت»           | ۴:۳۴  |
| ۱۲.   | «I Don't Believe in Love به عشق باور ندارم» | ۴:۲۳  |
| ۱۳.   | «Waiting for 22 در انتظار ۲۲»               | ۱:۰۵  |
| ۱۴.   | «My Empty Room اتاق خالی من»                | ۱:۲۸  |
| ۱۵.   | «Eyes of a Stranger چشمان یک غریبه»         | ۶:۳۹  |

## اعضا

### گروه
- جف تیت - خواننده
- کریس دی‌گارمو – گیتار، همخوان
- ادی جکسون – گیتار بیس، همخوان
- مایکل ویلتون – گیتار، همخوان
- اسکات راکنفیلد – درام، پرکاشن، کیبورد

### صداپیشگان
- پاملا مور – خواهر مری
- آنتونی ولنتاین - دکتر ایکس
- دبی ویلر – پرستار
- مایک اسنایدر – گویندهٔ اخبار
- اسکات متیر – پدر ویلیام

## چارت‌های موسیقی
| چارت                   | بالاترین جایگاه |       |
| ---------------------- | --------------- | ----- |
| جدول آلبوم‌های سوئیس    | ۲۱              | [ ۲ ] |
| جدول آلبوم‌های سوئد     | ۲۵              | [ ۳ ] |
| بیلبورد ۲۰۰ آمریکا     | ۵۰              | [ ۴ ] |
| جدول آلبوم‌های انگلستان | ۵۸              | [ ۵ ] |

| ۱۹۸۹                                               | "چشمان یک غریبه"    | ۳۵ | ۵۹ |
| ۱۹۸۹                                               | "به عشق باور ندارم" | ۴۱ | —  |
| "—" تک‌آهنگ‌هایی که منتشر شده اما وارد جدول نشده‌اند. |                     |    |    |